# A capriccio
A capriccio är ett fritt sätt att tolka ett musikstycke, vanligen vad avser tempo, under framförandet. Frasen a capriccio är italienska och betyder ungefär "ur fantasin". När man spelar ett stycke a capriccio så brukar man skriva om titeln med a capriccio som postfix; exempelvis Rondo a capriccio eller Lento a capriccio.